# Petrova, Maramureș
Petrova este satul de reședință al comunei cu același nume din județul Maramureș, Transilvania, România.

## Istoric
Prima atestare documentară: 1411 (Petrowa). 

## Etimologie
Etimologia numelui localității: din antrop. Petru + suf. -ova. 

## Așezământ monahal
In Petrova este o Mănăstire ortodoxă cu hramul „Izvorul Tămăduirii”, „Tăierea capului Sf. Ioan Botezătorul” (2000). 

## Monument istoric
- Casa Mihalca (sec. XVIII).

## Personalități locale
- Alexandru Filipașcu (1902 – 1952), istoric, primar al orașului Sighetu Marmației, profesor și preot român unit, deținut politic din vara anului 1952 la Canalul Dunăre-Marea Neagră, unde a decedat, s-a născut în Petrova la 20 aprilie 1902.
- Gheorghe Bilașcu (1863 – 1926), medic, profesor la  Universitatea de Medicină și Farmacie Cluj-Napoca s-a născut în Petrova în 1863.
- Adrian Dohotaru (1939-1995), ziarist, poet, dramaturg, ministru secretar de stat în Ministerul de Externe.
- Ioan Petrovai (n. 1949), poet. Vol. Pasărea cu ochii-n lună (1996), Multiculturalism în Țara Maramureșului (2008).

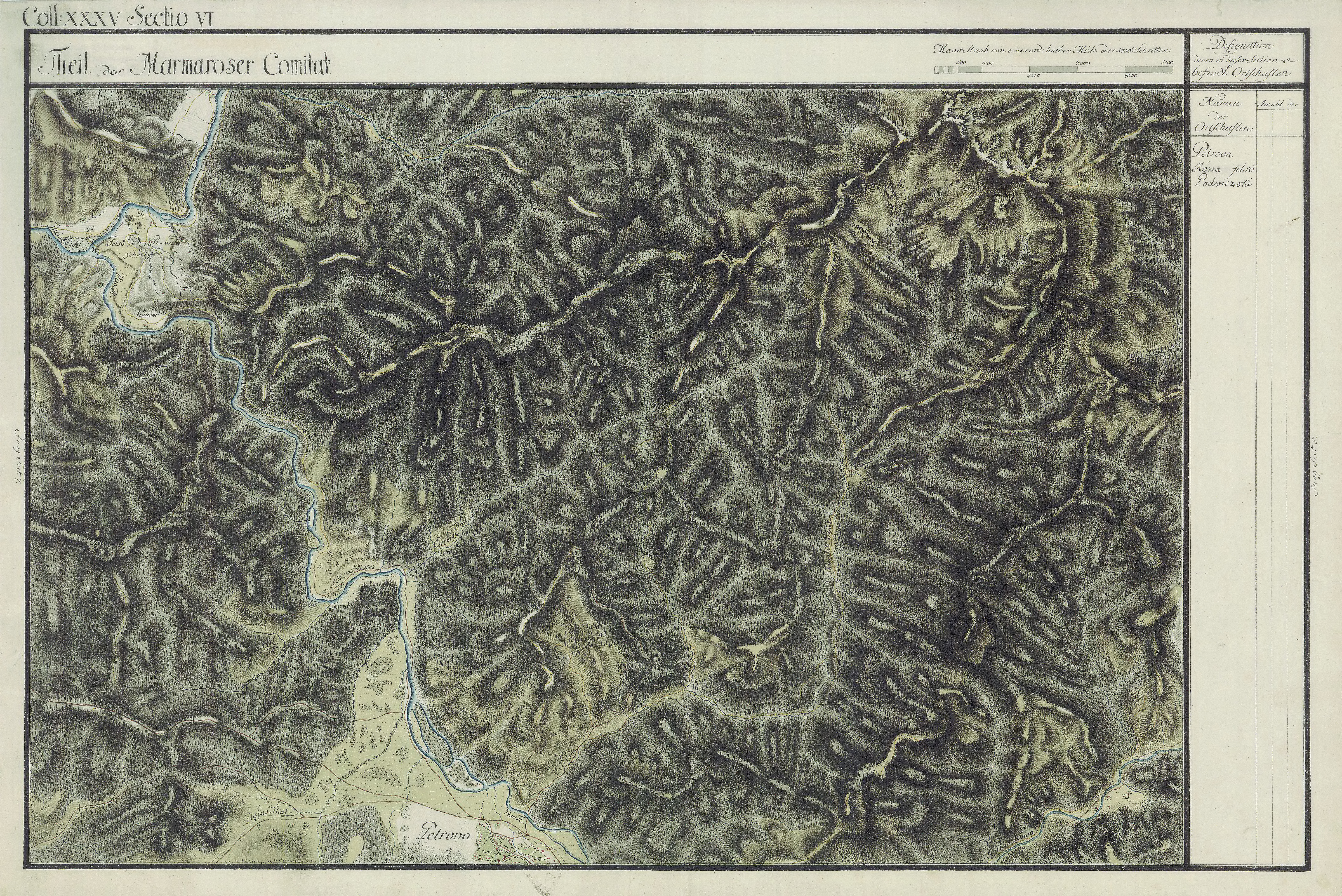
Petrova în Harta Iosefină a Comitatului Maramureșului, 1782-85